# أوستين ريد
أوستين ريد (بالإنجليزية: Austin Reed)‏ هو كاتب أمريكي، (و. 1827  م).